# Joan Vernet

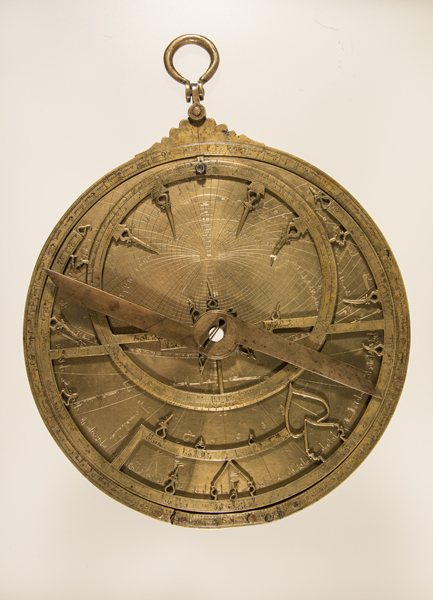
Astrolabe d'Ibrahim ibn Said al-Sahli, Tolède, XIe siècle.

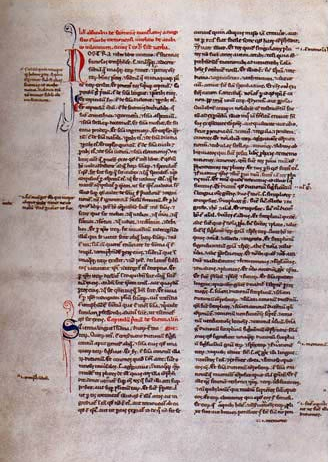
Al-Fârâbî traduit par Gérard de Crémone, ms. du XIIIe siècle.

Joan Vernet, né le 31 juillet 1923 à Barcelone et mort ler 23 juillet 2011 dans la même ville, professeur à l'université de Barcelone pendant plus de trente ans, est un historien des sciences et arabisant catalan .
Il est l'élève et l'héritier intellectuel du grand orientaliste Josep Maria Millàs Vallicrosa. La rigueur et l'étendue de son œuvre savante lui confèrent une autorité internationale dans le domaine de l'histoire des sciences et des transferts culturels entre l'Orient et l'Occident.
Auteur du livre Ce que la culture doit aux Arabes d'Espagne, il est aussi traducteur du Coran et des Mille et Une Nuits en langue espagnole (castillan).

## Biographie
Joan Vernet, de son nom complet Joan Vernet i Ginés, est né le 31 juillet 1923 à Barcelone, d'une famille venant de Tarragone. Sa mère est originaire d'El Puente del Arzobispo (province de Tolède) et son père un catalan de la commune d'El Masroig (province de Tarragone).

### Formation scolaire

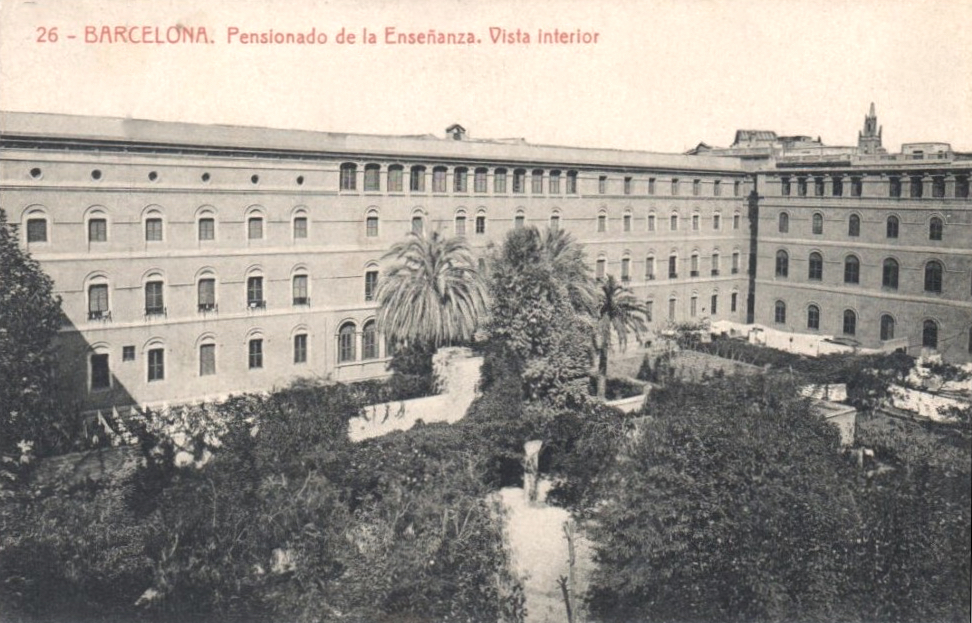
Pensionado de la Enseñanza, Barcelone.

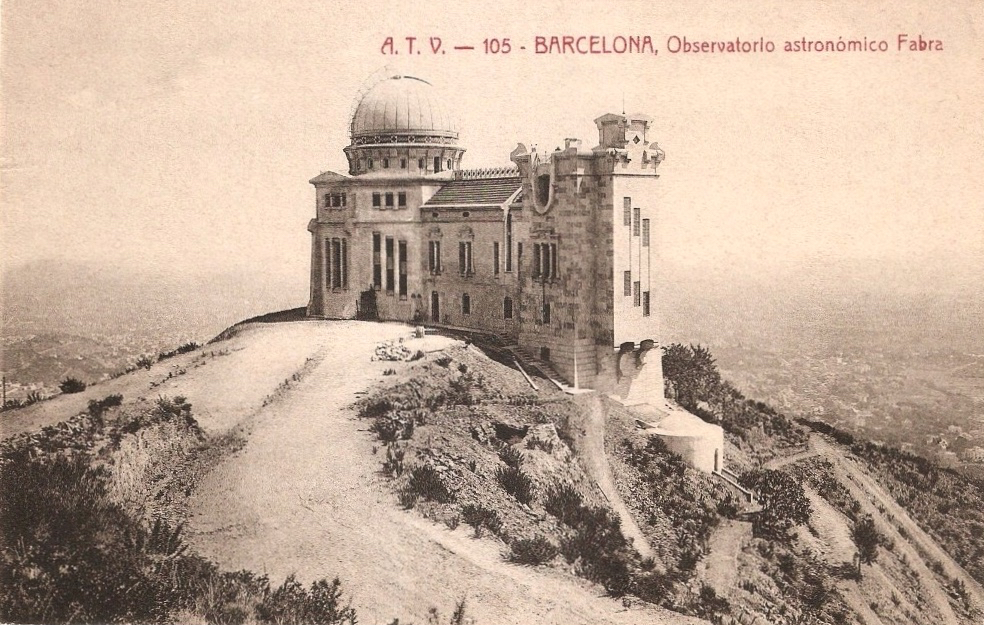
Observatoire astronomique Fabra, Barcelone.

Dans les années 1931-1932, Juan Vernet est élève au Colegio Alemán (collège allemand), situé Calle Moià à Barcelone. En 1933, il fréquente l'école municipale de Prades (province de Tarragone),.
À partir de 1936 et jusqu'en 1939, il prépare son baccalauréat à l'Institut Salmerón, rue Muntaner à Barcelone, dans lequel il entre sur la suggestion du professeur Pere Bosch Gimpera. Il y apprend notamment le français en mémorisant des textes et en traduisant des nouvelles. 
Il hésite jusqu'au dernier moment entre un baccalauréat scientifique ou littéraire. Il choisit finalement le second. Mais il continue à se rendre à l'Observatoire astronomique Fabra scruter le ciel et ses astres.

### Formation universitaire

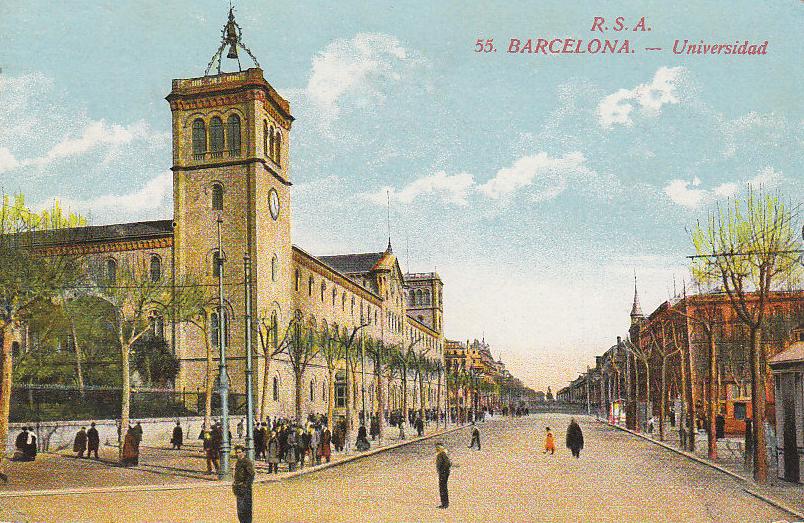
Université de Barcelone, avant 1914 (carte colorisée).

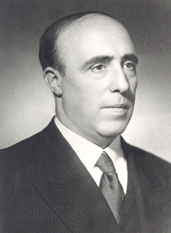
Millàs Vallicrosa, avant 1949.

En novembre 1942,, Juan Vernet entame des études de lettres et de philosophie à l'université de Barcelone, dans le contexte de dénuement des années qui suivent la guerre civile. Il doit subvenir au coût de ses études et commence à travailler : stagiaire auprès d'un procureur nommé Sola, surveillance du travail des manutentionnaires qui déchargeaient les wagons de charbon sur le port de Barcelone.
En 1943, il découvre à la bibliothèque de l'Athénée, le livre de Josep Maria Millàs Vallicrosa, Assaig d'història de les idees físiques i matemàtiques a la Catalunya medieval (Essai sur l'histoire des idées physiques et mathématiques dans la Catalogne médiévale, en catalan, 1931) qui décide de son attirance vers l'histoire des sciences arabes.

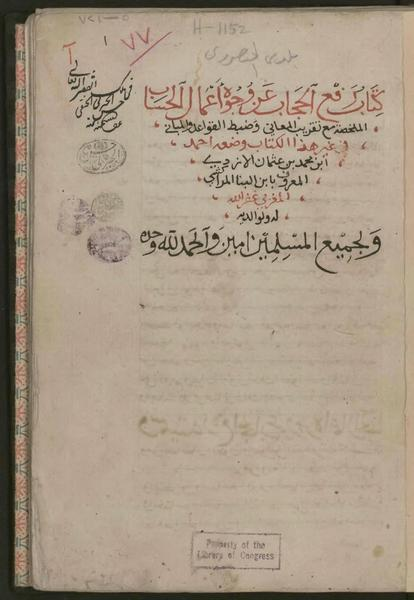
Manuscrit d'Ibn al-Banna (1256-1321).

Juan Vernet suit pendant deux ans les cours d'arabe du professeur Ramón Mallofré y Lletgé puis, la troisième année, les cours d'arabe et d'hébreu du professeur Millàs Vallicrosa.
En 1946, Juan Vernet obtient sa licence en philologie sémitique, et en 1948 son doctorat de Lettres et Philosophie, à l'université de Madrid, avec une thèse sur Ibn al-Banna, astronome marocain (1256-1321). 
C'est dans ce milieu d'érudits de haut niveau que Juan Vernet acquiert les connaissances scientifiques, philologiques et linguistiques qui lui permirent ensuite de mener des investigations savantes en histoire des sciences.

### Enseignement

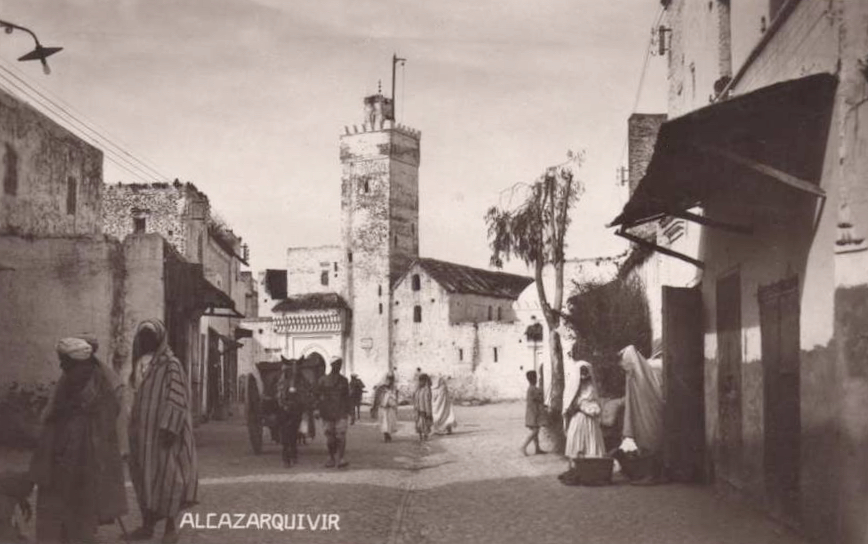
Alcazarquivir, ancien Protectorat espagnol au Maroc.

En 1946, Vernet fait partie de la délégation d'étudiants de la section de philologie sémitique de l'université de Barcelone qui effectue un voyage de fin d'année scolaire au Maroc, sous la direction de Millàs Vallicrosa. Il visite Tétouan, Chaouen, Alhucemas, Larache et Alcazarquivir.
Dès sa licence obtenue, en 1946, Juan Vernet sollicite une place de professeur de lettres auprès du Centro Oficial de Enseñanza Media de Alcazarquivir, l'organisme qui s'occupait des écoles hispano-arabes dans les petites provinces de la zone du Protectorat espagnol au Maroc. Il obtient ce poste et arrive sur place le 20 septembre 1946. Il y enseigne pendant quelques mois mais fréquente aussi, en tant qu'élève adulte, une école arabe où il se familiarise avec le dialecte qu'il trouve assez proche de l'arabe classique acquis à l'université. Il retourne à Barcelone en juin 1947.

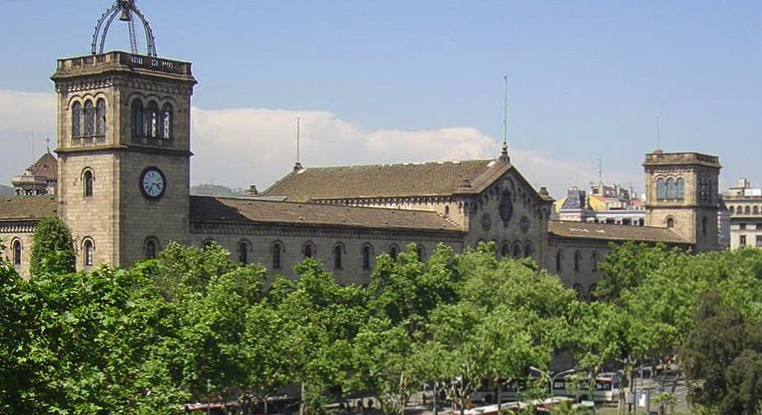
Édifice historique de l'université de Barcelone (2004).

Millàs Vallicrosa le recrute, après un test réussi, comme chargé de cours pour l'année 1947-1948. Il demeure adjoint de Millàs Vallicrosa, de 1947 à 1954. Cette fonction lui laisse le temps de se préparer aux épreuves pour accéder à un poste de professeur. Il dépouille alors tous les articles du Journal asiatique (depuis 1822 !) et de la Revue des études islamiques, fondée par Louis Massignon.
En 1954, enfin, il accède au poste de professeur, chargé de toutes les disciplines relatives à la langue arabe, à l'université de Barcelone. Il y demeure jusqu'en 1987, formant un grand nombre de disciples.

### Sur le jihad et l'extrémisme musulman
Interrogé, en 2001, par le journal El País, Juan Vernet exprime des positions plutôt modératrices. Ses propos ont été relayés en 2005 par une association musulmane espagnole (le Rassemblement islamique d'al-Andalus)».
À la question : sommes-nous confrontés à une guerre sainte ? il répond : «La guerre sainte n'existe pas. J'ai traduit deux fois le Coran et le mot jihad y apparaît dans le sens d'effort. Dans mes éditions du Coran, j'ai ajouté en italique des petits titres. Et dans certains cas, j'ai indiqué guerre sainte, geste que je regretterai toute ma vie. Le problème est celui de la transmission et de l'interprétation selon les différentes écoles».
À la question : pensez-vous que l'islam soit intégriste ? Juan Vernet répond : «Je n'aime pas le mot intégriste. Je préfère extrémiste. On ne peut identifier l'islam avec un intégrisme».

### À propos des caricatures de Mahomet
À propos des caricatures de Mahomet parues dans un journal danois en 2005, Juan Vernet a déclaré qu'elles ne lui plaisaient pas car « elles suscitaient la haine sans raison ». Il a ajouté que « la liberté d'expression, c'est aussi le respect des autres ».

### Vie privée
Il épouse en 1961 Leonor Martínez Martín (née le 5 juin 1930 et morte le 11 janvier 2013) qui était professeur de langue et littérature arabe à la faculté de philologie de l'université de Barcelone. Avec elle, il a trois filles : Leonor, Isabel et Diana.
À la mort de leurs parents, les trois filles ont légué à la bibliothèque de l'université de Barcelone, un fonds de 4 000 volumes : histoire de la science et de la technologie, et études arabes et islamiques pour le fonds Juan Vernet ; philologie et littérature pour le fonds Leonor Martínez Martín.

## Travaux et apports à l'histoire

### Ce que la culture doit aux Arabes d'Espagne

#### Présentation

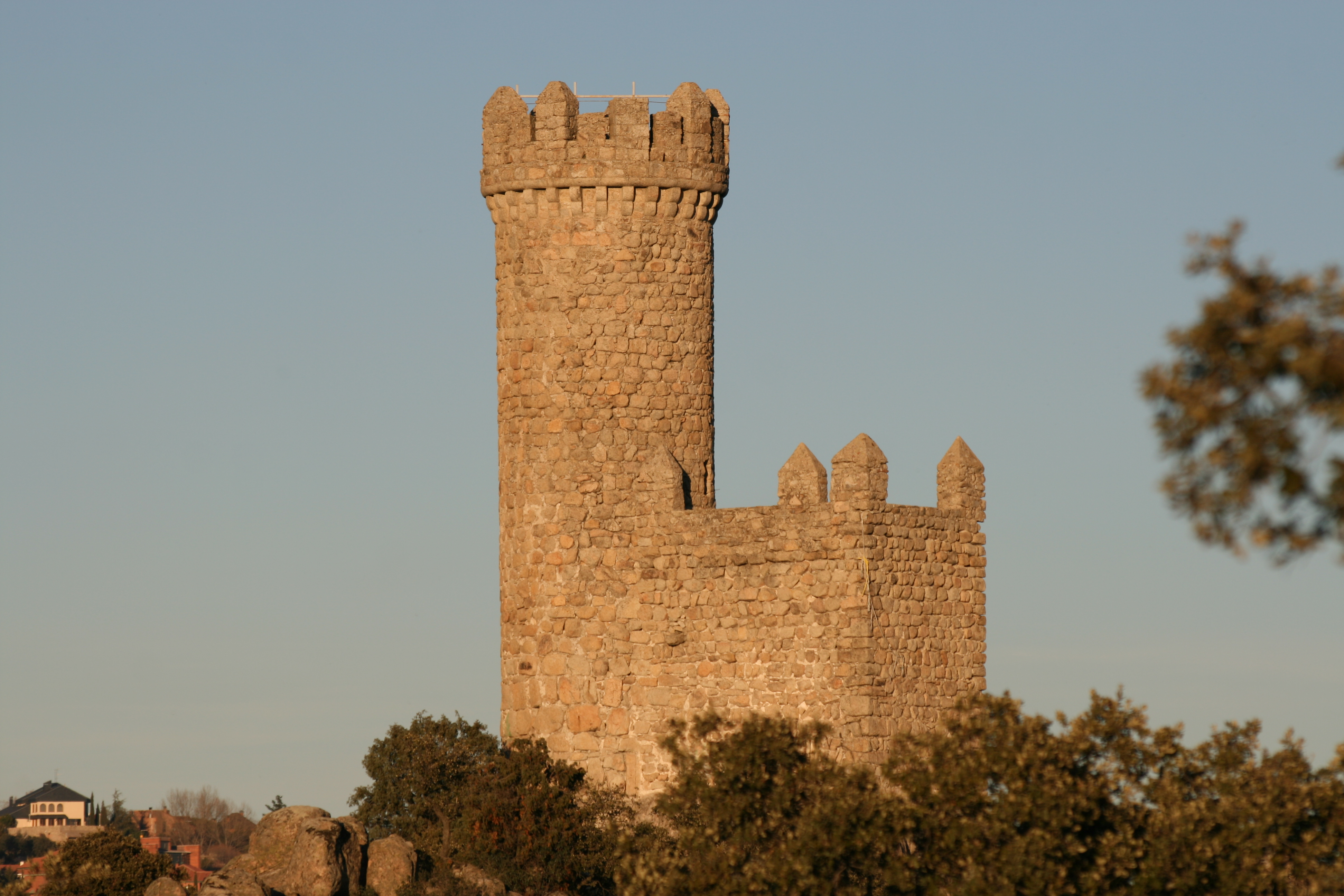
Tour de guet musulmane à Torrelodones (proche de Madrid).

En 1978, Juan Vernet fait paraître un livre, achevé depuis 1974 : La cultura hispano-árabe en Oriente y Occidente. Sa traduction en langue française est due à Gabriel Martinez-Gros et paraît en 1985.
Avec Julio Samsó, c'est une des figures du « groupe de Barcelone »  qui poursuit les travaux de José María Millas Vallícrosa.
Pour son auteur « Ce livre prétend faire l'inventaire de ce que la culture doit aux Arabes d'Espagne. Qu'il soit bien entendu d'emblée que le mot « arabe » ne renvoie pour moi, ni à une ethnie, ni à une religion, mais à une langue : celle des Arabes, des Perses, des Turcs, des Juifs et des Espagnols au Moyen Âge et qui fit office de vecteur dans la transmission des savoirs les plus divers de l'Antiquité - classique ou orientale - au monde musulman. L'Islam les ré-élabora et les accrut de nouveaux apports décisifs - l'algèbre et la trigonométrie pour ne citer qu'un exemple ; de l'arabe, ils passèrent à l'Occident grâce aux traductions en latin et en langues romanes et débouchèrent sur le majestueux déploiement scientifique de la Renaissance »

#### Place historiographique
Après l'essai de Juan Vernet Ce que la culture doit aux arabes d'Espagne et les années 1970, « il n'est plus possible d'étudier les transferts culturels entre le monde musulman et le monde chrétien sans connaître l'histoire des sciences arabes »
Pour la médiéviste Danielle Jacquart : « Il est impossible de donner ici ne serait-ce qu'un aperçu des publications de ces deux maîtres [Vernet et Samsó ] et de leurs disciples. On se contentera de citer leurs synthèses respectives sur la science arabe en Espagne : J.Vernet Ce que la culture doit aux arabes d'Espagne trad. de l'Espagnol par Grabiel Martinez Gros, Paris 1978 ; J.Samsó La cultura de los antiguos en Al Andalus Madrid 1982 ».

### Traduction du Coran

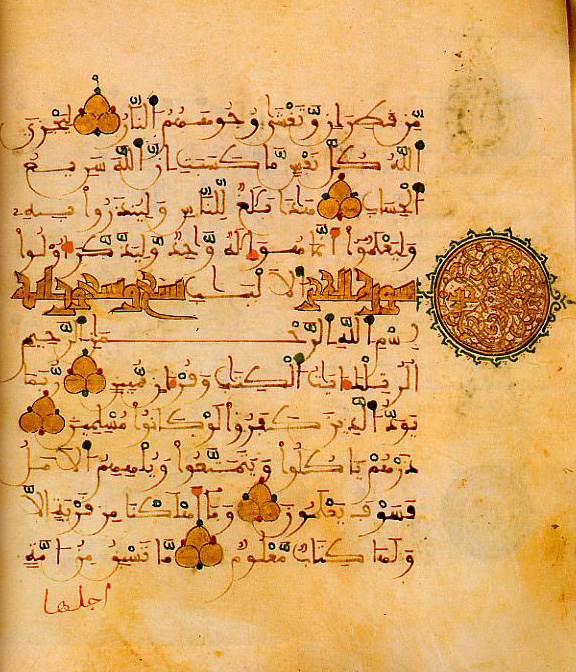
Page manuscrite d'un Coran andalou du XIIe siècle.

Juan Vernet effectua deux traductions du Coran en langue castillane, l'une en 1953 et l'autre en 1963. Ses éditions comportent des notes, des petits titres thématiques à l'intérieur des sourates et la double numérotation des versets (comme le faisait l'orientaliste français Régis Blachère dans sa propre traduction dès 1949). L'œuvre de Vernet a reçu de multiples approbations aussi bien académiques que des milieux croyants musulmans.
L'arabisant espagnol et catalan, Mikel de Epalza, observe que la traduction par Juan Vernet du Coran en castillan est : «considérée comme un classique unique en cette langue. Elle est apparue meilleure que celle de ses prédécesseurs argentins et que celle de l'écrivain juif-espagnol, Raphaël Cansinos-Assens (1863-1964). Les études universitaires ont utilisé une méthode "laïque", non confessante et objective d'étude des phénomènes religieux de l'islam, avec l'approche qui domine en général dans l'université européenne».
Ailleurs, Mikel de Epalza cite les propos du traducteur spécialisé dans les versions coraniques en espagnol, Juan Pablo Arias Torres : «les versions de Vernet durant les décennies antérieures et celle de Cortés, plus récente, ont joué le rôle d'une sorte de "traduction académique officielle" et ont été l'objet de références obligées dans la plupart des travaux scientifiques en langue castillane sur ces questions».
Certains musulmans d'Espagne, cependant, ne partagent pas cette perception. Ainsi, une candidate de confession musulmane aux élections du 7 décembre 2017 en Catalogne, sur la liste de la Gauche républicaine de Catalogne (ERC), déclarait-elle : «Nous les musulmans, on n'aime pas la traduction du Coran par Juan Vernet. Elle ne nous paraît pas correcte».

### Traduction desMille et une Nuits
C'est en 1964 que Juan Vernet proposa sa traduction des Mille et une Nuits'. L'accueil que lui réserva le public fut un succès durable.

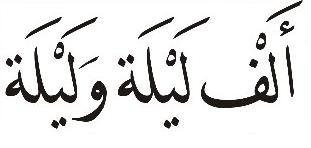
ʾAlf Laylah wa-Laylah (Les Mille et une Nuits, en arabe.

La traductrice et chercheuse Margarida Castells Criballés note : «ce qui est certain, c'est qu'en Espagne, la traduction standard en castillan - intégrale, directement de l'arabe et réalisée selon les critères philologiques appropriés - est encore celle de Juan Vernet, continuellement rééditée. Vernet, exceptionnellement et au-delà de sa tâche de traducteur, était aussi un arabisant universitaire attaché à communiquer ses recherches sur les Mille et une Nuits au monde académique. Sa traduction est basée sur une réimpression de l'édition égyptienne de Bulaq avec des ajouts provenant de la seconde édition arabe publiée à Calcutta et d'autres sources».

### Biographie de Mahomet
Juan Vernet a publié, pour la première fois en 1974, une biographie de Mahomet qu'il a rééditée en 2006. C'est à la suite de ses traductions du Coran qu'il est conduit à travailler sur la vie du prophète de l'islam. Sa biographie est marquée par une empathie à l'égard du personnage dont il regrette qu'il soit une figure mal connue et chargée de préjugés en Occident.
La vie de Mahomet est marquée par de récurrentes guerres tribales. Cependant dit Juan Vernet : «L'Islam s'est consolidé avec les guerres, certes, mais toutes les religions ont agi de même». Au sujet des relations avec les chrétiens, Vernet note que le prophète les admirait. Quant aux Juifs «il les a tolérés et ne les a combattus que pour des disputes temporaires». Selon le biographe, le Coran signale qu'avec «la mort de Muhammad, les guerres n'étaient plus "saintes"», bien que «les chiites croient que la "guerre sainte" continue avec les descendants du Prophète», selon lui.

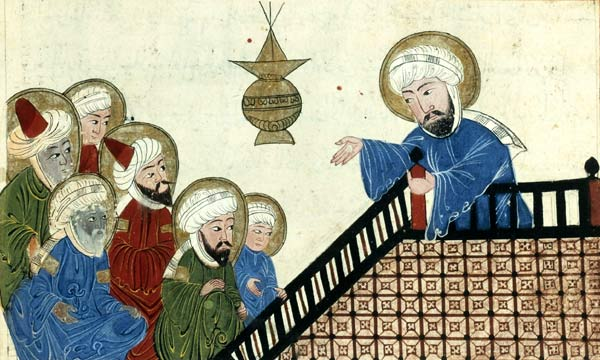
Mahomet, copie ottomane du XVIIe siècle d'un manuscrit nord-iranien ou nord-irakien du XIVe siècle.

Le savant espagnol de Barcelone explique encore : «Muhammad était un garçon orphelin et un homme pratique, juste, impartial et pieux, de grande intelligence. Il a eu des révélations, a répété la parole de Dieu et a créé une religion qui s'est répandue dans le monde entier». À l'encontre de l'opinion répandue dans le monde islamique, Vernet affirme que Muhammad savait lire et écrire parce qu'il était le chef des caravanes, ce qui impliquait, ajoute-t-il, «acheter, vendre et assurer le contrôle des marchandises».
Sa méthode d'investigation reste fidèle aux sources islamiques traditionnelles, particulièrement la Sîra, mais il les utilise toutes sans se préoccuper de l'interprétation exclusiviste de tel ou tel courant de la tradition musulmane. Selon Julio Samsó, Vernet «avait envie de suivre scrupuleusement le contenu de la Sîra d'Ibn Ishâq, la source historique la plus ancienne de la vie du Prophète».
Lola Infante, de la revue en ligne Revista de Libros consigne la remarque suivante : «La biographie de Mahomet publiée cette année [2006] par l'illustre Juan Vernet (une réédition de celle parue en 1987), auteur de la première traduction du Coran en espagnol, suit scrupuleusement les données du Coran lui-même et des sources canoniques musulmanes de la vie du Prophète : la Sira d'Ibn Hisham, probable refonte de celle d'Ibn Ishaq, celle des Annales de Tabari, les campagnes de Muhammad écrites par Al-Waqidi et le Tabaqat d'Ibn Saad. À travers sa lecture, il est impossible de conclure qu'il n'y a rien de vrai dans le stéréotype chrétien médiéval : guerres, meurtres, terreur, extermination, viols de prisonniers, désir de pillage, assassinats par traîtrise, élimination préméditée des Juifs de Médine...».

## Témoignages et jugements

### Jugements approbateurs
- Serafín Fanjul, à l'occasion de la réédition, augmentée, du recueil Littérature arabe en 2002, écrit : «Juan Vernet, arabisant reconnu à juste titre, chez nous comme à l'extérieur de nos frontières, et depuis de nombreuses années membre de l'Académie royale d'Histoire espagnole, a dédié la plus grande partie de sa vie professionnelle aux études spécialisées de la science arabe ; champ dans lequel il laissera une école - fondamentalement composée de catalans - d'autant plus nécessaire qu'elle est rare. Cependant, si le professeur Vernet est connu parmi le public espagnol cultivé, cela est dû à l'attention qu'il consacra à quelques-unes des œuvres fondamentales de la littérature arabe : ses traductions des Mille et une Nuits et du Coran comptent parmi les raretés existantes dans notre langue, et au moment de leur apparition elles ont constitué des apports indispensables face à l'océan des multiples lacunes concernant les œuvres de base, lacunes dont nous avons souffert quand nous étions étudiants»[34].

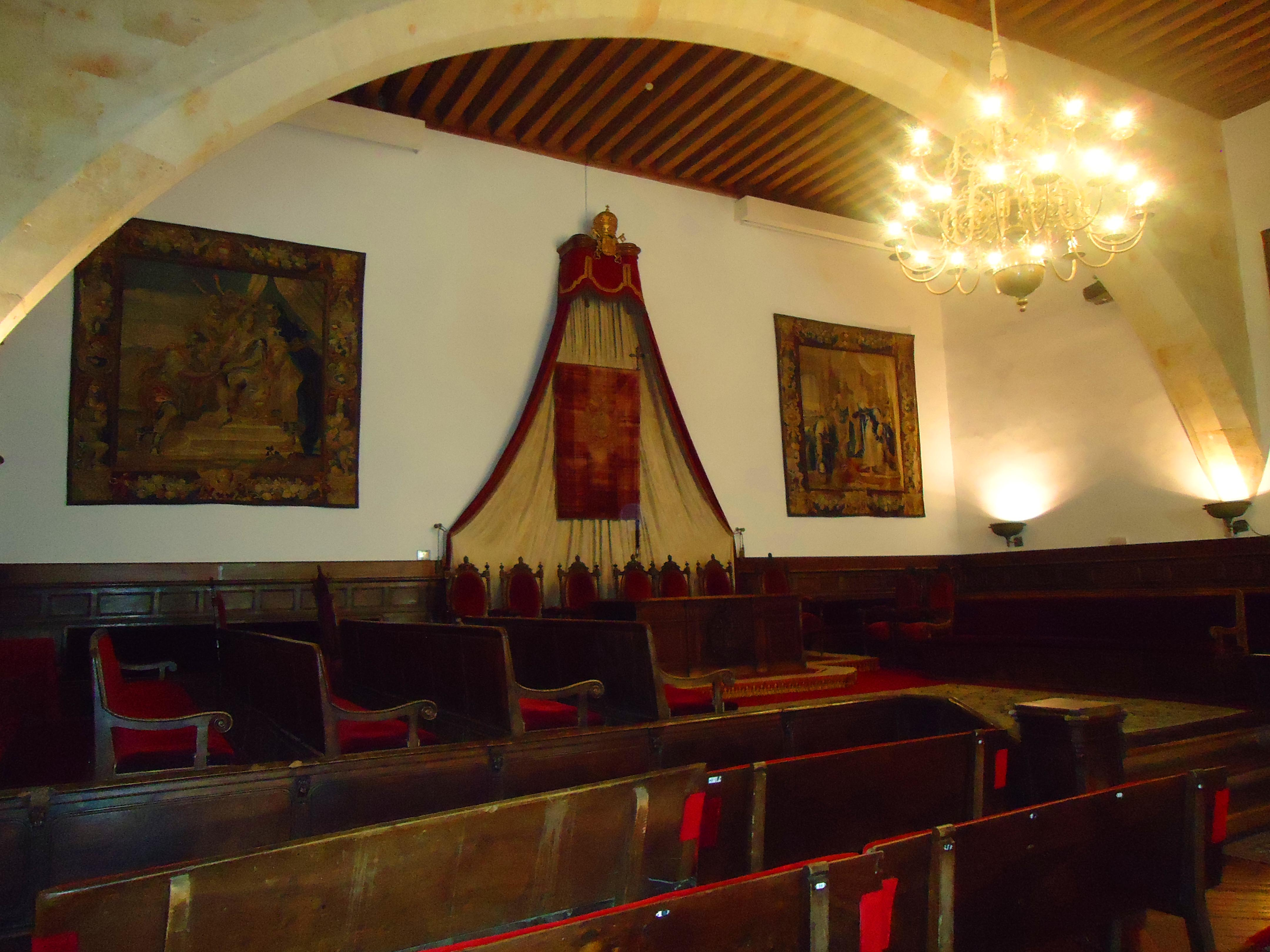
Université de Salamanque, salle des actes.

- Julio Samsó[30] : «Quand, avec le temps, j'ai pu connaître personnellement les arabisants espagnols de sa génération, j'ai réalisé qu'ils étaient tous des spécialistes d'une discipline spécifique, alors que Vernet les contrôlait toutes avec une compétence totale»[35].
- Miquel Forcada[36] : «Juan Vernet était parmi nous, les Occidentaux, l'un des plus grands chercheurs et propagateurs de la civilisation arabo-islamique dans trois des domaines les plus importants de son apport : la science, la littérature et la religion. Il le fut aussi pour les Arabes et les musulmans en général, à qui il a fait découvrir des profondeurs inexplorées de leur propre passé»[37].
- Camilo Álvarez de Morales[38] et Concepción Vázquez de Benito[39] : « La plupart des arabisants espagnols, en tout cas tous ceux qui ont passé l'âge de cinquante ans, ont eu, en Vernet, un professeur plus ou moins direct, dont nous avons appris en lisant son travail ou lors de conversations directes en de multiples occasions, contacts qu'il n'a jamais négligés. C'était un maître chaleureux chez qui on trouvait toujours une réponse assurée et prévenante aux questions posées, à laquelle il savait joindre quelque chose de personnel qui le faisait sentir proche et ouvert[40]. »

### Jugements critiques
- Serafín Fanjul reproche à Juan Vernet sa vision irénique des liens entre hommes et femmes dans le monde de l'Islam ou entre musulmans et non musulmans : «Juan Vernet se montre assez désinvolte en s'appuyant sur des exceptions à propos de la question clé et très sérieuse des relations des musulmans avec le reste des êtres humains, à propos du mariage ou de la liaison sexuelle et affective, ou encore des rapports entre les musulmans et ceux qui ne le sont pas, sans oublier la mention inévitable de la bienheureuse Wallada bint al-Mustakfi (XIe siècle) que tout arabisant se doit d'exhumer pour attester, à grand-peine, la liberté des femmes musulmanes d'al-Andalus»[41].

## Postérité de l'œuvre

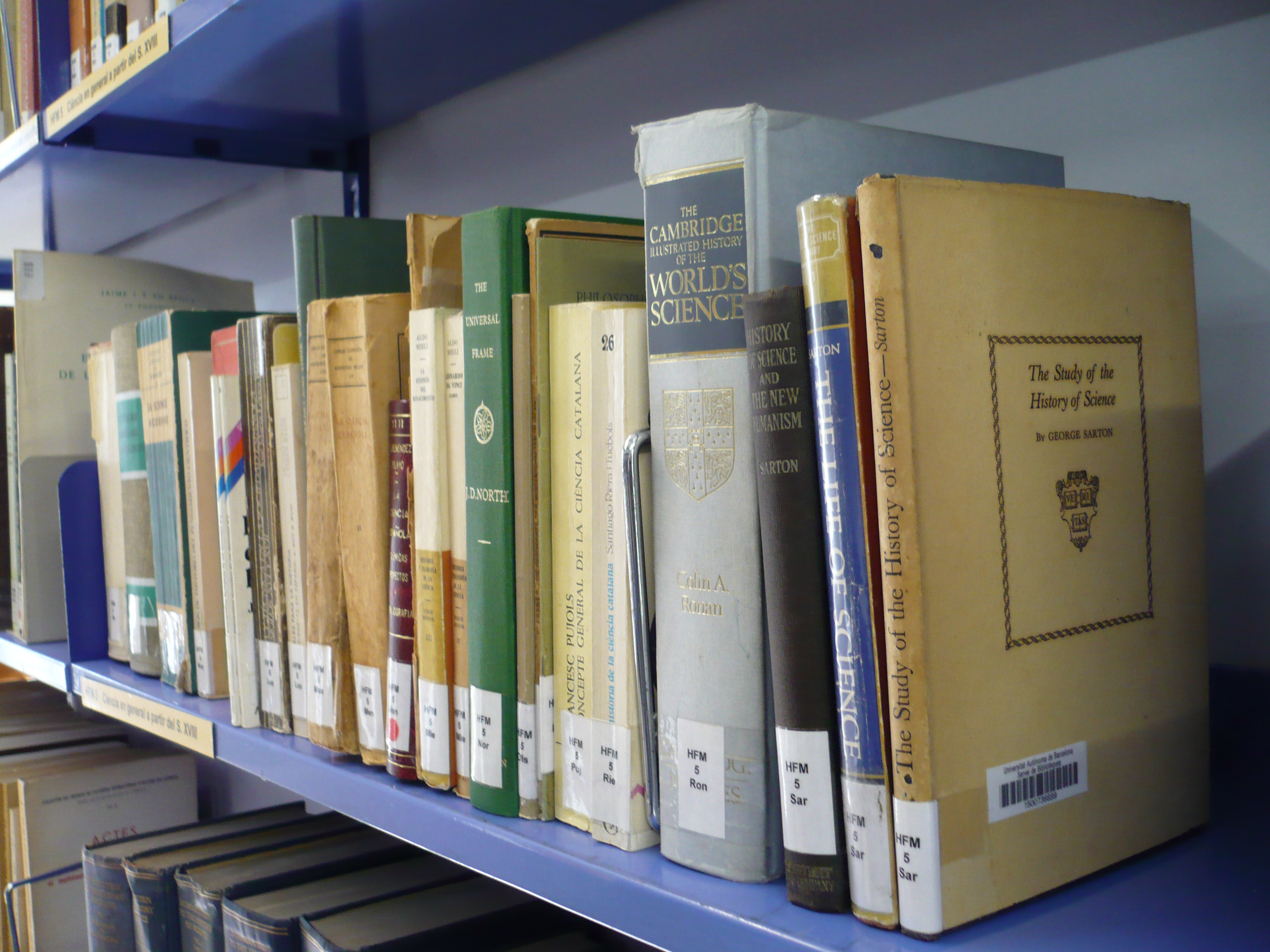
Fonds Maria Millàs Vallicrosa dans une bibliothèque de l'université de Barcelone.

En Espagne, une école d'arabisants et d'historiens des sciences, axée sur les apports arabes à l'Occident durant le Moyen Âge - la période de rencontre des cultures wisigothique, latine, et arabe (et des deux dernières avec l'héritage de l'Antiquité) dans les deux espaces : musulman (al-Andalus) et chrétien (Reconquista) - s'est constituée, à l'université de Barcelone, depuis l'époque de Maria Millàs Vallicrosa (1897-1970).
Ce dernier a eu pour disciple Juan Vernet et lui-même pour disciple Julio Samsó Moya (né en 1942). Ce travail se poursuit avec de nombreux chercheurs : María Mercè Viladrich, Mercé Comes, Emilia Calvo, Miguel Forcada, Mónica Rius Piniés, Joan Carandell, Margarita Castells Criballés et Roser Puig Aguilar.
En France, l'œuvre de Juan Vernet est connue par la traduction de La cultura hispano-árabe en Oriente y Occidente (1978) sous le titre Ce que la culture doit aux Arabes d'Espagne par le médiéviste Gabriel Martinez-Gros en 1985.
Par des voies différentes,  Joaquim Lomba Fuentes arrive aux mêmes conclusions que Juan Vernet, David Romano et Colette Sirat sur lesquels il s'appuie notamment quant aux traduction de l'Arabe au Latin

## Distinctions
- membre de l'Académie des Belles-Lettres de Barcelone.
- membre de l'Académie royale d'Histoire (Espagne).
- membre de la Société asiatique (Paris).
- Prix Sharjah pour la culture arabe, 2004[53].
- Médaille Alexandre-Koyré, décernée par l'Académie internationale d'histoire des sciences, 1995[54].

## Publications
Auteur de 22 livres et de 325 articles, il collabore aussi à plusieurs ouvrages collectifs dont le Dictionary of Scientific Biography (sous la direction de Charles Gillispie), l'Histoire des sciences arabes (sous la direction de Roshdi Rashed), l'Encyclopédie de l'Islam.

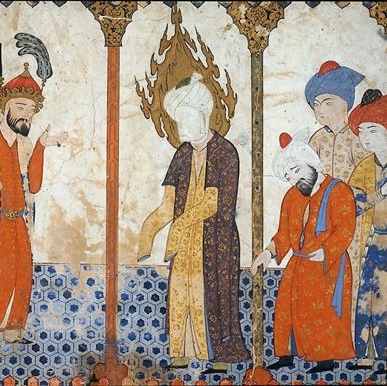
le prophète Mahomet, miniature ottomane, XVIe siècle.

- Contribución al estudio de la labor astronómica de Ibn Al-Bannā', memoria que presenta... D. Juan Vernet Ginés para obtener el título de Dr en filosofía y letras, sección de filología semítica, Tétouan, 1951.
- Historia de Marruecos. La islamización (681-1069), Tétouan, éd. Marroquí, 1957.
- Los musulmanes españoles, Barcelone, 1961.
- Literatura árabe, éd. Labor, Barcelone, 1966.
- Astrología y astronomía en el Renacimiento. La revolucíon copernicana, Ariel, Barcelone, 1974.
- Historia de la ciencia española, Madrid, 1975.
- Estudios sobre historia de la ciencia medieval, Faculté de philologie de l'université de Barcelone, 1979.
- Ce que la culture doit aux Arabes d'Espagne (1978), traduction de l'espagnol par Gabriel Martinez-Gros, éd. Sindbad, 1985.
- Estudio sobre historia de la ciencia arabe, éd. CSIC, Madrid, 1980.
- El Islam y Europa, éd. El Abir, Barcelone, 1982.
- Nuevos estudios sobre astronomía española en el siglo de Alfonso X, éd. CSIC, 1983.
- La ciencia en Al-Andalus, Editoriales Andaluzas Unidas, Séville, 1986.
- Al-Andalus, el islam en España, Barcelone, Madrid, 1987.
- De Abd al-Rahman I a Isabel II, Instituto Millá Vallicrosa de historia de la ciencia árabe, Barcelone, 1989.
- Mahoma (1953-1963), éd. Espasa-Calpe, Madrid, 1992.
- El legado científico andalusí, Exposition du musée archéologique national, Madrid, 1992.
- Astrología y astronomía en el Renacimiento, d. Acantilado, Barcelone, 2000.
- Los orígenes del Islam, éd. Acantilado, Barcelone, 2001-2013.
- El Corán, traduction en castillan (1953 et 1963), Plaza & Janés, Barcelone, 2001.
- Al-Andalus, culturas de convivencia, Barcelone, 2002.
- Literatura árabe, éd. Acantilado, Barcelone, 2002.
- Les Mille et une Nuits (1964), traduction en castillan, Círculo de Lectores, Barcelone, 2006.

### Articles connexes

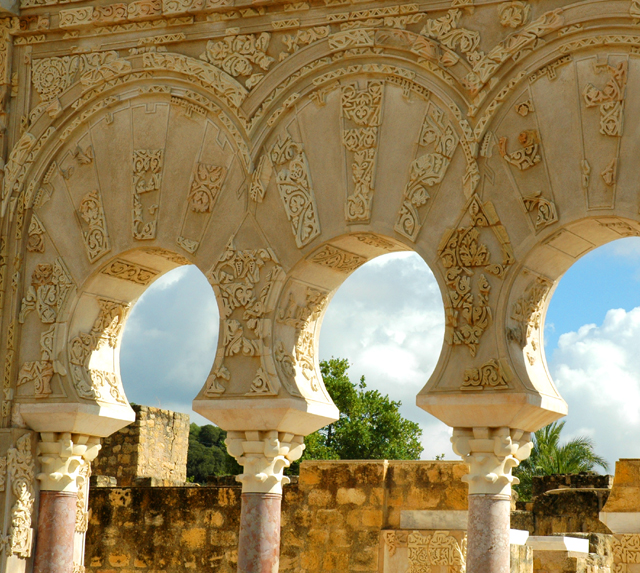
Madinat al-Zahra, Xe siècle.